# Giulio Andreotti
Giulio Andreotti (Rome, 14 januari 1919 – aldaar, 6 mei 2013) was een Italiaans politicus. De jurist Andreotti was tot de ondergang van die partij lid van de Democrazia Cristiana, de Italiaanse christendemocraten. Sinds 1945 zat hij in het Italiaanse parlement. Hij nam deel aan 33 regeringen (van de 59 regeringen sinds 1945, per 2004), waarbij hij zevenmaal minister-president was. Hij was recordhouder van de kortste en een-na-kortste ambtsperiode: 8 en 11 dagen.
Hij was verder:
- acht keer minister van defensie
- vijf keer minister van buitenlandse zaken
- tweemaal minister van financiën
- tweemaal minister van begroting
- tweemaal minister van industriële zaken
- eenmaal minister van de schatkist
- eenmaal minister van binnenlandse zaken

Tijdens zijn laatste ambtstermijn als premier werd hij in 1991 door president Francesco Cossiga tot senatore a vita (senator voor het leven) benoemd.

## Vroege politieke carrière
Andreotti studeerde rechten en werkte daarna als journalist. Zo was hij directeur van het weekblad La Punta. In het begin van zijn politieke carrière, bij het ontstaan van de Democrazia Cristiana, werkte Andreotti veel samen met Aldo Moro en Alcide De Gasperi. In 1946 werd hij verkozen in het parlement en in 1947 werd hij onderstaatsstecretaris van De Gasperi. Tussen 1954 en 1968 zat hij bijna onafgebroken in alle Italiaanse regeringen. Hij werd een tegenstander van Moro en van Amintore Fanfani toen die een opening naar links (apertura a sinistra) en samenwerking met de socialisten zochten. Dit kostte Andreotti aanvankelijk veel van zijn politieke invloed en tussen 1968 en 1972 zetelde hij in geen enkel kabinet meer.

## Premierschappen
Andreotti was minister-president in zeven kabinetten:
- Andreotti I: 18 februari 1972 – 26 februari 1972
- Andreotti II: 26 juni 1972 – 12 juni 1973
- Andreotti III: 29 juli 1976 – 16 januari 1978
- Andreotti IV: 11 maart 1978 – 31 januari 1979
- Andreotti V: 20 maart 1979 – 31 maart 1979
- Andreotti VI: 22 juli 1989 – 29 maart 1991
- Andreotti VII: 12 april 1991 – 24 april 1992

## De ontvoering van Moro
Tijdens de zaak van de ontvoering van Aldo Moro door de Brigate Rosse (de Rode Brigades) van maart tot mei 1978 was Andreotti premier van Italië. Vreemd genoeg wilde hij, in tegenstelling tot een eerdere ontvoeringszaak, ineens niet onderhandelen met de communistische terroristen om zijn partijgenoot vrij te krijgen. De Rode Brigades meenden niets te kunnen doen dan hun gijzelaar te doden. Op 9 mei 1978 werd Moro's lijk gevonden in de Via Caetani in Rome.

## Contacten met de maffia
Het is opmerkelijk dat de Romein Andreotti zijn kiezersbasis niet in Lazio had, maar op Sicilië. Dit hield verband met de steun die Andreotti op dat eiland van de maffia kreeg.
In 1980 had Andreotti een ontmoeting met de Palermitaanse maffiabaas Stefano Bontade.
Onder andere in 1987 ontmoette hij, volgens latere verklaringen van een paar vroegere maffialeden, Salvatore Riina, de toenmalige hoogste maffiabaas van de Cosa Nostra, die voor ongeveer 1000 moorden verantwoordelijk werd geacht.
Ook in de jaren 80 ontmoette hij de neven Nino en Ignazio Salvo op een banket in het Grand Hotel in Palermo. Merkwaardig aan deze zaak was dat de Italiaanse kranten een foto hadden gepubliceerd die genomen was tijdens dit banket, waarop Andreotti te zien was, met aan weerszijden de neven Salvo. Hoewel half Italië de neven Salvo kende, beweerde Andreotti de beide maffiosi niet te kennen. Hij meende naar eigen zeggen van doen te hebben met de manager van het hotel. Volgens pentito Tommaso Buscetta noemden de neven Salvo Andreotti "lo zio" (de oom). Andreotti stuurde ooit een huwelijksgeschenk naar de dochter van Nino Salvo.
Het parlementslid Salvo Lima, vermoord op 12 maart 1992 in Palermo, gold als een belangrijke schakel tussen Andreotti en de Siciliaanse maffia. De moord op Salvo Lima was waarschijnlijk bedoeld als waarschuwing aan het adres van Andreotti dat de maffia er niet voor zou terugdeinzen om collaborerende DC-politici als hemzelf te vermoorden. Een andere reden kan zijn dat Lima en Andreotti er niet in waren geslaagd om enkele maffiabazen vrijgesproken te krijgen.
Op 19 augustus 1985 ontmoette Andreotti in Mazara del Vallo Andrea Manciaracina, de latere maffiabaas van die plaats.

## Andere contacten

### P2
Andreotti's naam komt ook voor op de ledenlijst van de "vrijmetselaars"-loge Propaganda Due van Licio Gelli, die plannen had om met een staatsgreep de macht te grijpen in Italië. Van Gelli ontving hij zelfs instructies.

### Michele Sindona
Andreotti had banden met de financiële zwendelaar Michele Sindona, die verantwoordelijk is voor de grootste Italiaanse bankfraude aller tijden.

### Vito Ciancimino
Andreotti en Vito Ciancimino, een gewezen maffioze burgemeester van Palermo, waren goede vrienden. Ciancimino's banden met de Cosa Nostra werden vastgesteld bij uitspraak van de rechtbank van Palermo van 17 januari 1992.

### Contacten met de VS
Ondanks Andreotti's banden met de maffia, kon hij altijd rekenen op de steun van de Verenigde Staten, omdat zij in de DC de belangrijkste tegenstander van de communisten zagen.

### Vervolging
In november 2002 werd Andreotti veroordeeld voor de moord op de journalist Mino Pecorelli in 1979. Pecorelli had beschuldigingen gepubliceerd dat Andreotti banden had met de Siciliaanse maffia.
Hij werd veroordeeld tot 24 jaar gevangenisstraf, maar de toen 83-jarige Andreotti werd hangende een hoger beroep onmiddellijk vrijgelaten.
Op 30 oktober 2003 vernietigde het Corte d'Appello (Hof van beroep) de uitspraak en sprak het Andreotti vrij van de moord.
In datzelfde jaar werd hij op grond van verjaring ontslagen van rechtsvervolging van de beschuldiging van banden met de maffia. Door vertragingstactieken van Andreotti's advocaten was de datum van de uitspraak na de verjaringsdatum komen te liggen. Het hof kon alleen nog vaststellen dat Andreotti inderdaad sterke banden met de maffia had en deze had gebruikt voor zijn politieke carrière, en wel zo vergaand dat hij als een onderdeel van de maffia beschouwd moest worden, maar dat het feit inmiddels verjaard was. Het merendeel van het bewijs tegen Andreotti in beide zaken kwam van de pentito Tommaso Buscetta.
Opmerkelijk was de slechte berichtgeving in de Italiaanse media, die spraken van een vrijspraak, terwijl sprake was van een ontslag van rechtsvervolging. De kranten en de televisiejournaals gingen voorbij aan het feit dat het hof Andreotti schuldig achtte aan het hebben van banden met de maffia.

### Film
In 2008 is de film Il divo van Paolo Sorrentino uitgekomen over het politieke leven van Andreotti. Deze film heeft meerdere prijzen in de wacht gesleept.